# Dialekt kentyjski
Dialekt kentyjski (ang. Kentish dialect) – jeden z czterech głównych dialektów języka staroangielskiego, używany w anglosaskim królestwie Kentu. Dialektem tym mówiono głównie na dzisiejszych terenach Kentu, w hrabstwie Surrey, w południowym Hampshire oraz na wyspie Wight przez Jutów.